# エー・ライン
有限会社エー・ラインは、日本のアニメ制作会社。多くの作品の場合「A-Line」「A-LINE」等の名義でクレジットされる。

## 歴史
2000年12月、竜の子プロダクション（現・タツノコプロ）の子会社であるアニメフレンドの撮影出身の橋本和典がスタジオ・パートナー→葦プロダクションの撮影、J.C.STAFFの制作を経て設立し、翌年に制作した『パチスロ貴族 銀』より元請制作を開始した。2003年にピクチャーマジックと共同制作した『トゥルー・ラブストーリー』を最後に元請制作は行っていない。
その後は主としてボンズ・J.C.STAFF・東映アニメーションの下請けを主としていたが2005年に代表の橋本がゼクシズの制作プロデューサーを兼任。以降はそれに加えゼクシズ制作作品のグロス請けを中心に活動している。
2025年4月、本社を東京都中野区丸山一丁目12番8号 EFGビル6Fから同区大和町1丁目1番19号 SS.FLAT高円寺101へ移転。

## 作品履歴

### テレビアニメ
- パチスロ貴族 銀（2001年4月 - 9月）

### OVA
- トゥルー・ラブストーリー（ピクチャーマジックと共同制作、2003年-2004年）

### Webアニメ
- みどりのくにのおともだち こえだちゃん（2017年）

### 制作協力
- 炎のらびりんす （制作元請：スタジオ・ファンタジア、制作協力、2000年）
- エクスドライバー （制作元請：アクタス、各話制作協力、2000年）
- とっとこハム太郎 （制作元請：トムス・エンタテイメント、各話制作協力、2000年-2006年）
- 爆転シュート ベイブレード 2002 （制作元請：日本アニメディア、各話制作協力、2002年）
- 東京アンダーグラウンド （制作元請：ぴえろ、各話制作協力、2002年）
- わがまま☆フェアリー ミルモでポン! （制作元請：スタジオ雲雀、各話制作協力、2002年-2003年）
- ななか6/17 （制作元請：J.C.STAFF、各話制作協力、2003年）
- スクラップド・プリンセス （制作元請：ボンズ、各話制作協力、2003年）
- エアマスター （制作元請：東映アニメーション、各話制作協力、2003年）
- 機動新撰組 萌えよ剣 （制作元請：ピクチャーマジック、制作協力、2003年-2004年）
- HUNTER×HUNTER G・I Final （制作元請：日本アニメーション、各話制作協力、2004年）
- GANTZ （制作元請：ゴンゾ、各話制作協力、2004年）
- リングにかけろ1 （制作元請：東映アニメーション、各話制作協力、2004年）
- ルパン三世 盗まれたルパン 〜コピーキャットは真夏の蝶〜 （制作元請：トムス・エンタテインメント、制作協力、2004年）
- 絢爛舞踏祭 ザ・マーズ・デイブレイク （制作元請：ボンズ、各話制作協力、2004年）
- KURAU Phantom Memory （制作元請：ボンズ、各話制作協力、2004年）
- 冒険王ビィトシリーズ
  - 冒険王ビィト （制作元請：東映アニメーション、各話制作協力、2004年-2005年）
  - 冒険王ビィト エクセリオン （制作元請：東映アニメーション、各話制作協力、2005年-2006年）
- トリニティ・ブラッド （制作元請：ゴンゾ、各話制作協力、2005年）
- ぺとぺとさん （制作元請：XEBEC M2、各話制作協力、2005年）
- 機動新撰組 萌えよ剣 TV （制作元請：トライネットエンタテインメント・ピクチャーマジック、発注元：陸演隊、各話制作協力、2005年）
- MÄR-メルヘヴン- （制作元請：SynergySP、各話制作協力、2005年-2007年）
- Canvas2 〜虹色のスケッチ〜 （制作元請：ゼクシズ、各話制作協力、2005年-2006年）
- BLOOD+ （制作元請：Production I.G、各話制作協力、2005年-2006年）
- 神様家族 （制作元請：東映アニメーション、各話制作協力、2006年）
- ウィッチブレイド （制作元請：ゴンゾ、各話制作協力、2006年）
- アイシールド21 （制作元請：ぎゃろっぷ、各話制作協力、2006年）
- 出ましたっ!パワパフガールズZ （制作元請：東映アニメーション、各話制作協力、2006年-2007年）
- ネギま!? （制作元請：ガンジス・シャフト、各話制作協力、2006年-2007年）
- 護くんに女神の祝福を! （制作元請：ゼクシズ、各話制作協力、2006年-2007年）
- ぼくらの （制作元請：ゴンゾ、各話制作協力、2007年）
- ながされて藍蘭島 （制作元請：feel.、各話制作協力、2007年）
- Over Drive （制作元請：XEBEC、各話制作協力、2007年）
- ムシウタ （制作元請：ビートフロッグ、各話制作協力、2007年）
- モノノ怪 （制作元請：東映アニメーション、各話制作協力、2007年）
- レンタルマギカ （制作元請：ゼクシズ、各話制作協力、2007年）
- ドラゴノーツ -ザ・レゾナンス- （制作元請：ゴンゾ、各話制作協力、2007年-2008年）
- はたらキッズ マイハム組 （制作元請：東映アニメーション、各話制作協力、2007年-2008年）
- 墓場鬼太郎 （制作元請：東映アニメーション、各話制作協力、2008年）
- 我が家のお稲荷さま。 （制作元請：ゼクシズ、各話制作協力、2008年）
- 夏目友人帳 （制作元請：ブレインズ・ベース、各話制作協力、2008年）
- 鉄のラインバレル （制作元請：ゴンゾ、各話制作協力、2008年）
- ねぎぼうずのあさたろう （制作元請：東映アニメーション、各話制作協力、2008年）
- まかでみ・WAっしょい! （制作元請：ゼクシズ、各話制作協力、2008年）
- 鋼殻のレギオス （制作元請：ゼクシズ、各話制作協力、2009年）
- うみものがたり 〜あなたがいてくれたコト〜 （制作元請：ゼクシズ、各話制作協力、2009年）
- デトロイト・メタル・シティ （制作元請：STUDIO 4℃、各話制作協力、2008年）
- 空中ブランコ （制作元請：東映アニメーション、各話制作協力、2009年）
- WHITE ALBUM （制作元請：セブン・アークス、各話制作協力、2009年）
- アスラクライン2 （制作元請：セブン・アークス、各話制作協力、2009年）
- おまもりひまり （制作元請：ゼクシズ、各話制作協力、2010年）
- ちゅーぶら!! （制作元請：ゼクシズ、各話制作協力、2010年）
- ジュエルペット てぃんくる☆ （制作元請：スタジオコメット、各話制作協力、2010年-2011年）
- kiss×sis （制作元請：feel.、各話制作協力、2010年）
- 伝説の勇者の伝説 （制作元請：ゼクシズ、各話制作協力、2010年）
- セキレイ〜Pure Engagement〜 （制作元請：セブン・アークス、各話制作協力、2010年）
- FORTUNE ARTERIAL 赤い約束 （制作元請：ゼクシズ・feel.、各話制作協力、2010年）
- 魔法少女リリカルなのは The MOVIE 1st （制作元請：セブン・アークス、制作協力、2010年）
- クイーンズブレイド 美しき闘士たち （制作元請：アームス、各話制作協力、2010年）
- お兄ちゃんのことなんかぜんぜん好きじゃないんだからねっ!! （制作元請：ゼクシズ、各話制作協力、2011年）
- べるぜバブ （制作元請：ぴえろプラス、各話制作協力、2011年）
- DOG DAYS （制作元請：セブン・アークス、各話制作協力、2011年）
- トリコ （制作元請：東映アニメーション、各話制作協力、2011年-2014年）
- ジュエルペット サンシャイン （制作元請：スタジオコメット、各話制作協力、2011年-2012年）
- セイクリッドセブン （制作元請：サンライズ、各話制作協力、2011年）
- まよチキ! （制作元請：feel.、各話制作協力、2011年）
- いつか天魔の黒ウサギ （制作元請：ゼクシズ、各話制作協力、2011年）
- ジュエルペット きら☆デコッ! （制作元請：スタジオコメット、各話制作協力、2012年-2013年）
- はぐれ勇者の鬼畜美学 （制作元請：アームス、各話制作協力、2012年）
- DOG DAYS' （制作元請：セブン・アークス、各話制作協力、2012年）
- トータル・イクリプス （制作元請：ixtl×サテライト、各話制作協力、2012年）
- もやしもん リターンズ （制作元請：白組、テレコム・アニメーションフィルム、各話制作協力、2012年）
- 探検ドリランド (アニメ第1作) （制作元請：東映アニメーション、各話制作協力、2012年-2013年）[2]
- アイカツ! （制作元請：サンライズ、各話制作協力、2012年）
- 魔法少女リリカルなのは The MOVIE 2nd A's （制作元請：セブン・アークス、制作協力、2012年）
- ヱヴァンゲリヲン新劇場版:Q（制作元請：カラー、動画、2012年）
- 一騎当千 集鍔闘士血風録 （制作元請：アームス、制作協力、2012年）
- イナズマイレブンGO クロノ・ストーン （制作元請：オー・エル・エム、各話制作協力、2012年-2013年）
- まおゆう魔王勇者 （制作元請：アームス、各話制作協力、2013年）
- 惡の華 （制作元請：ZEXCS、各話制作協力、2013年）
- ジュエルペット ハッピネス （制作元請：スタジオコメット、各話制作協力、2013年-2014年）
- 探検ドリランド -1000年の真宝- （制作元請：東映アニメーション、各話制作協力、2013年-2014年）
- イナズマイレブンGO ギャラクシー （制作元請：オー・エル・エム、各話制作協力、2013年-2014年）
- 八犬伝―東方八犬異聞― （制作元請：スタジオディーン、各話制作協力、2013年）
- ぎんぎつね （制作元請：ディオメディア、各話制作協力、2013年）
- 世界でいちばん強くなりたい! （制作元請：アームス、各話制作協力、2013年）
- Kick-Heart （制作元請：Production I.G、協力、2013年）
- 宇宙戦艦ヤマト2199 星巡る方舟 （制作元請：XEBEC、制作協力、2014年）
- 極黒のブリュンヒルデ （制作元請：アームス、各話制作協力、2014年）
- ドラゴンコレクション （制作元請：オー・エル・エム、各話制作協力、2014年）
- ジョジョの奇妙な冒険 スターダストクルセイダース （制作元請：david production、各話制作協力、2014年）
- さばげぶっ! （制作元請：studioぴえろ+、各話制作協力、2014年）
- 七つの大罪 （制作元請：A-1 Pictures、各話制作協力、2014年）
- ISUCA （制作元請：アームス、各話制作協力、2015年）
- 少年ハリウッド -HOLLY STAGE FOR 50- （制作元請：ZEXCS、各話制作協力、2015年）
- オレカバトル （制作元請：OLM、XEBEC、各話制作協力、2015年）
- 新妹魔王の契約者 （制作元請：プロダクションアイムズ、各話制作協力、2015年）
- レーカン! （制作元請：studioぴえろ+、各話制作協力、2015年）
- トリアージX （制作元請：XEBEC、各話制作協力、2015年）
- うたの☆プリンスさまっ♪ マジLOVEレボリューションズ （制作元請：A-1 Pictures、各話制作協力、2015年）
- To LOVEる -とらぶる- ダークネス 2nd （制作元請：XEBEC、各話制作協力、2015年）
- 灰と幻想のグリムガル （制作元請：A-1 Pictures、各話制作協力、2016年）
- 双星の陰陽師 （制作元請：studioぴえろ、各話制作協力、2016年）
- ハンドレッド （制作元請：プロダクションアイムズ、各話制作協力、2016年）
- マクロスΔ （制作元請：サテライト、各話制作協力、2016年）
- ツキウタ。 THE ANIMATION （制作元請：studioぴえろ、各話制作協力、2016年）
- アクティヴレイド -機動強襲室第八係- （制作元請：プロダクションアイムズ、各話制作協力、2016年）
- アイドルメモリーズ （制作元請：セブン・アークス・ピクチャーズ、各話制作協力、2016年）
- 南鎌倉高校女子自転車部 （制作元請：J.C.STAFF、A.C.G.T、各話制作協力、2017年）
- クロックワーク・プラネット （制作元請：XEBEC、各話制作協力、2017年）
- Fate/Apocrypha （制作元請：A-1 Pictures、各話制作協力、2017年）
- Dies irae （制作元請：A.C.G.T、各話制作協力、2017年）
- 天地無用! 魎皇鬼 第伍期（制作元請：AIC、各話制作協力、2019年）
- とある科学の一方通行（制作元請：J.C.STAFF、各話制作協力、2019年）
- 逃走中 グレートミッション（制作元請：東映アニメーション、各話制作協力、2023年-2025年）

## 関連人物
- 橋本和典
- 岡辰也
- 岡村正弘
- 織岐一寛（隠岐一寛）
- 金城美保
- 烏宏明
- 北條直明
- 徐恵眞
- 杉藤さゆり
- 野道佳代
- 仁井宏隆
- 筆坂明規
- 渡部穏寛
- 児島宏明